# Панчик Валерій Станіславович
Валерій Станіславович Панчик (рос. Валерий Станиславович Панчик; нар. 10 липня 1963, Коростень, УРСР) — радянський та російський футболіст, захисник. Майстер спорту СРСР.

## Клубна кар'єра
Вихованець футбольної школи «Таврія» (Сімферополь), перший тренер В. С. Шведюк. Кар'єру розпочав у 1981 році в могильовському «Дніпрі». 1984 рік провів у сімферопольській «Таврії». Наступні чотири сезони грав у вищій лізі в складі «Нефтчі» (Баку).
У 1989 році з метою зміцнення центру оборони перейшов у ленінградський «Зеніт». Високий, фізично потужний Панчик вписався в гру команди і став гравцем основи. Але після того, як головним тренером замість Завідонова став Голубєв, втратив місце в складі і був відрахований.
У 1990-1991 роках грав за «Кристал» (Херсон), у 1992 році провів три гри в «Зеніті» (Іжевськ) і 11 - в харківському «Металісті». Також виступав за клуби ГКС (Тихи, Польща) (1992-1993), «Кошиці» (Словаччина) (1993-1995).
Професійну кар'єру закінчив у Росії в клубах «Самотлор-XXI» (1996-1999), «Титан»/«Березники» (2000-2001).

## Кар'єра у збірній
14 жовтня 1986 року провів матч у складі олімпійської збірної СРСР.

## Досягнення
- Кубок Федерації футболу
  -  Фіналіст (1): 1988

## Особисте життя
Старший брат Костянтин - футболіст і футбольний суддя.